# Iossif Markowitsch Bakschtein

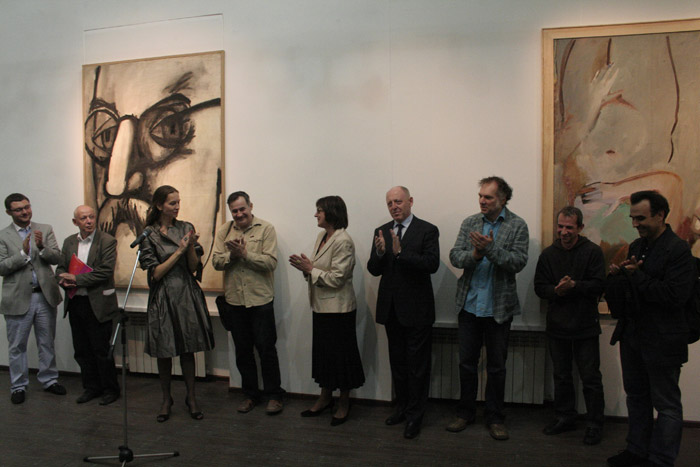
Iossif Bakschtein (2. von links; 2009)

Iossif Markowitsch Bakschtein (russisch Иосиф Маркович  Бакштейн, auch Joseph Backstein; * 21. September 1945 in Moskau; † 12. Januar 2024 in London) war ein russischer Kurator und Museumsdirektor.

## Leben und Werk
Bakschtein studierte am Moskauer Staatlichen Institut für Elektronik und Mathematik. In den Fächern Kunstsoziologie und Kulturwissenschaft promovierte er (Kandidat der Wissenschaften) am Institut für Soziologie der Akademie der Wissenschaften der UdSSR.
Bakschtein war künstlerischer Direktor des Staatlichen Museums- und Ausstellungszentrums ROSSISO, der Moskau Biennale, Direktor des Instituts für Probleme der modernen Kunst und Mitglied der Association of Art Historians. Er war Kurator von mehr als 30 Ausstellungen, darunter 1999 für den russischen Pavillon der 54. Biennale di Venezia, 2002 Sergej Bratkow auf der 25. Biennale von São Paulo und 2006 Norman Foster: Raum und Zeit im Puschkin-Museum, Moskau.
Bakschtein wurde mit der Medaille der Russischen Kunstakademie ausgezeichnet und war Autor zahlreicher Texte.
Bakschtein war Mitglied der Findungskommission für die dOCUMENTA (13).
Er starb am 12. Januar 2024 im Alter von 78 Jahren in London.